# Jack Sergeant
John Iain Stephen Sergeant (Gibraltár, 1995. február 27. –) gibraltári válogatott labdarúgó, aki jelenleg a Manchester 62 játékosa.

## Statisztika

### Válogatott
| Gibraltár | Gibraltár | Gibraltár |
| Év        | Mérk.     | Gólok     |
| --------- | --------- | --------- |
| 2013      | 1         | 0         |
| 2014      | 5         | 0         |
| 2015      | 2         | 0         |
| Összesen  | 8         | 0         |